# КАМАЗ-445
КАМАЗ-445 — дизельный двигатель внутреннего сгорания производства Камского автозавода.

## Описание
Двигатель КАМАЗ-445 впервые был представлен на автобусе КАМАЗ-4290. Также двигатели устанавливаются на автомобили «Компас» и другой коммерческий транспорт.
Заявленная мощность двигателя составляет 207 л. с., а крутящий момент — 760 Н·м. Весной 2023 года на заседании Минпромторга сообщалось, что локализация двигателя составляет около 14 %.
Дебют двигателя состоялся на выставке COMvex 2023.